# Agustín Lhardy
Agustín Lhardy Garrigues (Madrid, 20 de agosto de 1847-Madrid, 3 de abril de 1918) fue un pintor paisajista y cocinero propietario del restaurante Lhardy. Fue alumno del pintor Carlos Haes que le influyó notablemente en su carrera pictórica posterior. Como gastrónomo y cocinero tuvo una gran labor continuadora de su padre, divulgador y promotor de la gastronomía madrileña.

## Biografía

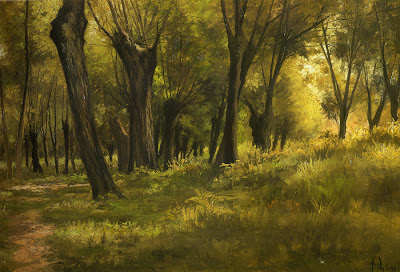
Paisaje de un bosque (hacia 1875).

Fue el hijo primogénito de Emilio Huguenin Lhardy francés asentado en Madrid y conocido por haber sido el fundador del restaurante Lhardy en el año 1839. Bautizado en la iglesia de San Sebastián, durante su niñez fue educado en Francia. Ya en su adolescencia regresó a Madrid y estudió en la Escuela Especial de Pintura Escultura y Grabado a las órdenes de Carlos Haes. Este paisajista debió influir mucho a Agustín.
Agustín hace su primera aparición pública en la exposición de la Platería de Martínez en 1874. A partir de esta aparición vuelve a exponer en tantas ocasiones como le es posible y con ello logra hacerse un nombre. El siglo XX empieza con la gestión de Agustín Lhardy a cargo del restaurante y empieza a destacar como gastrónomo renombrado de la época compaginando estas labores con las de pintor.